# Tomás de Prado

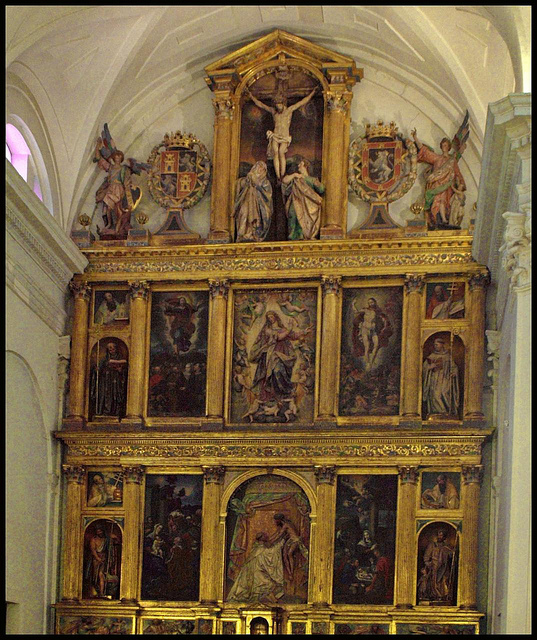
Retablo mayor del Monasterio de las Huelgas de Valladolid. Obra de Francisco de Praves con esculturas y relieves de Gregorio Fernández, Tomás de Prado contrató en 1614 la labor completa de pintura, incluyendo las cuatro historias de las calles laterales, el dorado y el estofado.

Tomás de Prado (c. 1574-1634) fue un pintor y dorador tardomanierista español activo en Segovia y Valladolid.

## Biografía y obra
A Tomás de Prado, cuya actividad principal parece haber sido la de dorador y policromador, se le documenta en 1593 trabajando en el Alcázar de Segovia como oficial de Hernando de Ávila. El mismo año contrató con Andrés Cerezo la pintura de un retablo en el convento de Santa Cruz la Real, actuando como fiador su suegro, el pintor Alonso de Herrera. Tres años después contrató otro retablo para el mismo convento, para el que también había pintado y dorado la reja del presbiterio, y en 1599 se concertó con el ensamblador Domingo Fernández para hacerse cargo del retablo de Muñoveros, pero lo único que se conserva de su trabajo en Segovia, donde permaneció hasta noviembre de 1603, son las pinturas del retablo de la iglesia de San Andrés de Pecharromán, contratadas en 1598 aunque su ejecución se retrasó a 1605.
Establecido en Valladolid desde finales de 1603, se documenta su participación en numerosas obras decorativas en la ciudad y su área de influencia, comenzando por su participación en las labores decorativas de la iglesia penitencial de las Angustias, donde en 1605 contrató el dorado y estofado del retablo de Francisco del Rincón y Cristóbal Velázquez. En 1607, al dar carta de finiquito, se mencionaba también la pintura de cuatro ángeles en las enjutas y de las armas de los Aranzamendi, cuadro de gran tamaño sobre el retablo. En mayo de 1614 contrató el dorado y estofado del retablo de las Huelgas Reales junto con la pintura de las «Cuatro Pascuas» —Adoración de los pastores, Adoración de los Magos, Resurrección y Ascensión– que ocupan las calles laterales en lienzos apaisados. Valdivieso juzga con dureza su pintura, fruto de un trabajo improvisado y hecho con relativa despreocupación al no ser su especialidad la pintura historiada sino el dorado, pero junto con evidentes problemas en la creación del espacio y en el encaje de las figuras es también notable el esfuerzo del pintor por adaptarse a las novedades de la pintura cortesana, representada en Valladolid por Bartolomé de Cárdenas y Juan Pantoja de la Cruz, de quien toma modelo para la pintura de la Resurrección.
En 1630, cuando propuso la construcción de un paso para la procesión de Viernes Santo, era alcalde de la cofradía de la Piedad, en la que se le encuentra mencionado por última vez como diputado el 1 de mayo de 1634.